# Batadorp

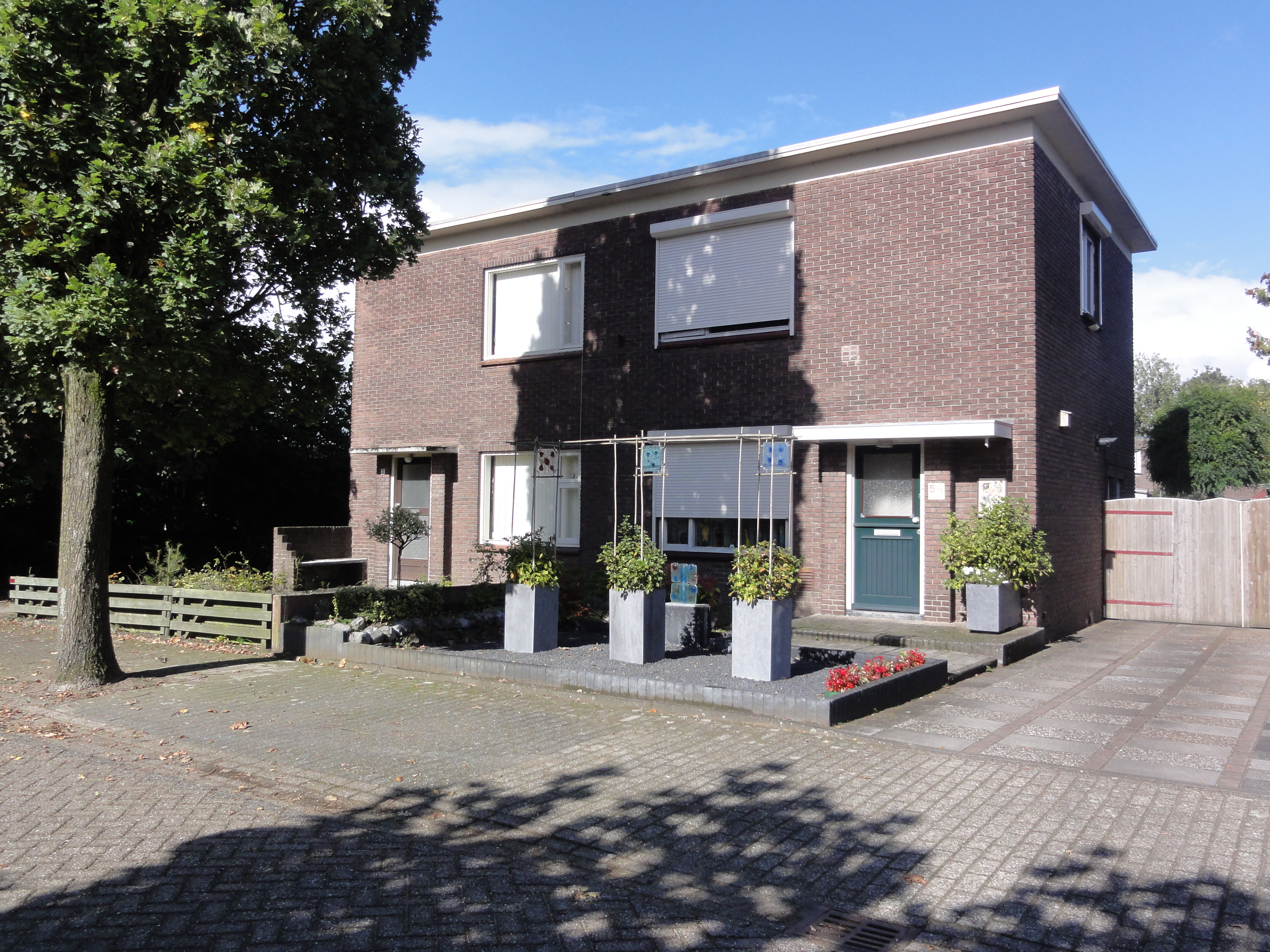
dubbele dienstwoning 1935

Batadorp is een wijk in de plaats Best, in de Nederlandse provincie Noord-Brabant. De wijk is in 1934 voor de van oorsprong Tsjecho-Slowaakse schoenenfabriek Bata gebouwd op grond die het bedrijf van de gemeente Best had gekocht. Het dorp is gebouwd naar de socialistische overtuigingen van fabriekseigenaar en Bata-oprichter Tomáš Baťa. Bata zocht uitbreiding in het buitenland, mede om douanetarieven te omzeilen, en bouwde daar fabrieken en complete dorpen. In Nederland, waar Bata vanaf 1922 al actief was met Bata-winkels, koos men voor Best vanwege de lage grondprijs en de aanwezigheid van goedkope arbeidskrachten. Ook de gunstige verkeerssituatie (de aanwezigheid van het Wilhelminakanaal, het Beatrixkanaal en spoorwegen naast het nabije vliegveld Welschap) speelde bij de keuze een rol. Men bouwde er in 1933 een fabriek die een exacte kopie was van de hoofdvestiging te Zlín. Bata bezat toen al 28 schoenwinkels en dit aantal nam toe tot 150 in 1961. Veel Bata-winkels hadden een eigen schoenreparatiewerkplaats en een pedicureafdeling. In Best werden dames-, heren- en kinderschoenen, maar ook sportschoenen geproduceerd.
Bata liet de wijk bouwen, opdat de medewerkers dicht bij de fabriek konden wonen. Er werden 130 woningen gebouwd, alsmede scholen, een medische dienst en een kapsalon. Bata bouwde wel meer van dergelijke dorpen, overal ter wereld waar het bedrijf vestigingen had. Doordat een brug ontbrak lag Batadorp betrekkelijk geïsoleerd van Best. Orde en netheid werden door Bata op prijs gesteld. Naar verluidt zouden de huizen in dit dorp platte daken hebben; op zolders zou toch alleen maar rommel worden opgeslagen. De arbeiders mochten geen klompen dragen: het alternatief werd door Bata zelf geproduceerd. De eis tot hygiëne kan enerzijds als paternalistisch worden beschouwd, maar anderzijds resulteerde dit in een voorzieningenniveau dat zijn tijd ver vooruit was. Tot de bedrijfsbemoeienis behoorde ook het oprichten van sportverenigingen, een toneelvereniging, een fanfare en een vrijwilligersbrandweerkorps.
Vanaf de jaren 60 van de 20e eeuw verdween de schoenenproductie naar lagelonenlanden en werd Batadorp aan de gemeente Best verkocht. Het winkelnetwerk verdween eveneens. De laatste Batawinkel werd in 1996 gesloten, op de fabriekswinkel na. De oorspronkelijke bebouwing van Batadorp is nu als industrieel erfgoed een historische bezienswaardigheid. In 2016 werd het grootste deel van Batadorp aangewezen als beschermd dorpsgezicht.
De fabriek bleef echter, in afgeslankte vorm, bestaan. Deze behoort nu tot de in 1970 opgerichte divisie: Bata Industrials, die speciaal schoeisel maakt, zoals veiligheidsschoenen. Het hoofdkwartier van de wereldwijd opererende divisie bevindt zich te Best. Ze beschikte in 2008 over 160 medewerkers die jaarlijks 900.000 paar veiligheidsschoenen en 1 miljoen paar veiligheidskousen produceerden.

## Externe link

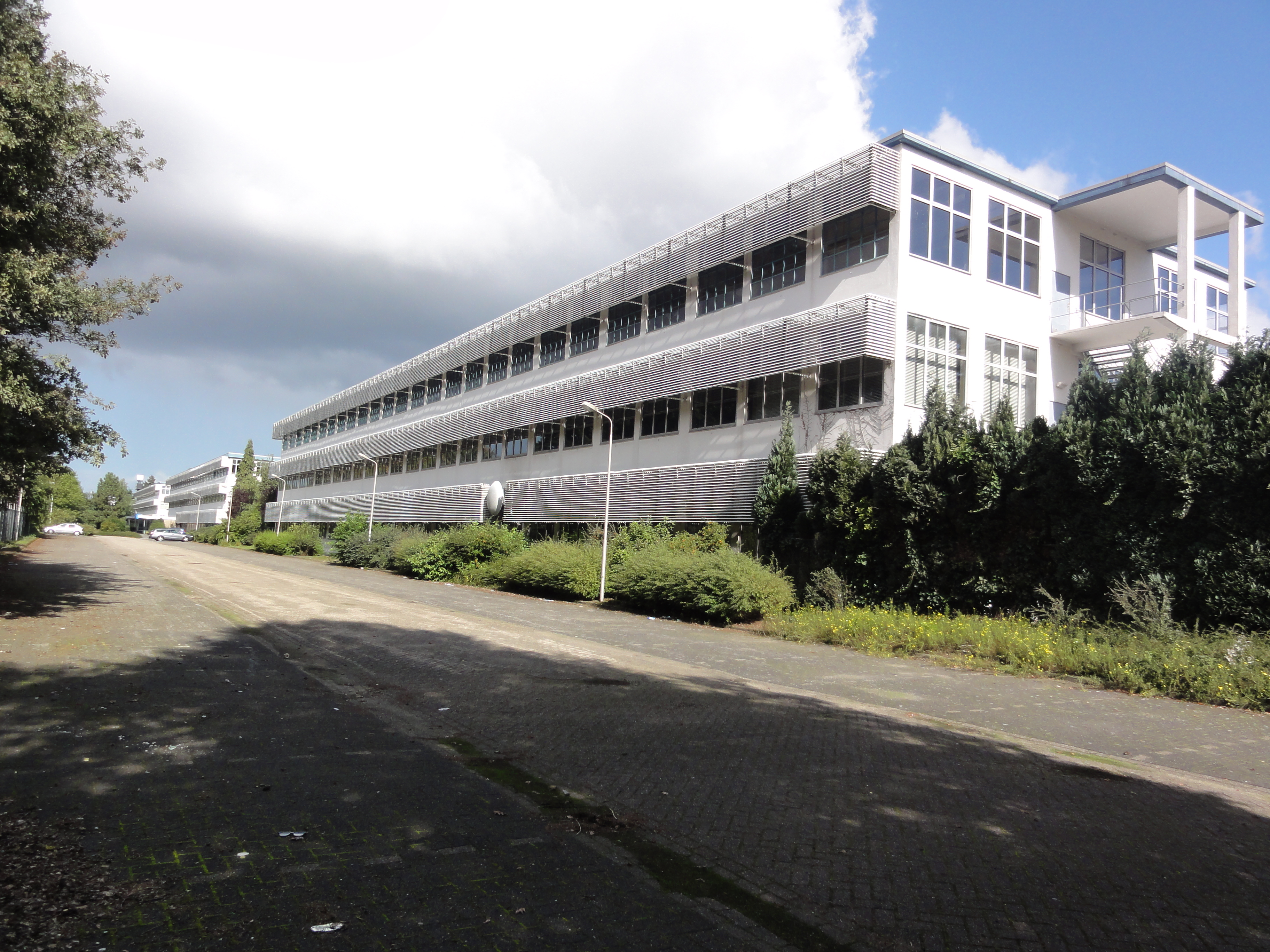
De drie gebouwen van de BATA-fabriek in Batadorp: v.l.n.r.: schoenfabriek, kantoor, kousenfabriek.